# Michel Casimir Radziwiłł Rybeńko
 (octobre 2024).
Michał Kazimierz Radziwiłł dit Rybeńko (13 juin 1702–15 mai 1762) (en lituanien: Mykolas Kazimieras Radvila Žuvelė), fils de Karol Stanisław Radziwiłł (1669–1719) et de Anna Katarzyna Sanguszko, écuyer de Lituanie (1728), maréchal de la cour de Lituanie (1734), hetman de Lituanie et castellan de Trakai (1737), castellan de Vilnius (1742), voïvode de Vilnius, grand hetman de Lituanie (1744) et staroste de nombreuses villes.

## Mariage et descendance
Il épouse Franciszka Urszula, fille de Janusz Antoni Wiśniowiecki. Ils ont 7 enfants:
- Michał Krzysztof
- Janusz Tadeusz
- Karol Stanisław dit Panie Kochanku (1734-1790)
- Anna
- Ludwika
- Teofilia Konstancja
- Katarzyna Karolina

Il épouse ensuite Anna Luiza Mycielska, qui lui donne 5 enfants:
- Weronika Joanna
- Hieronim Wincenty (1759-1786)
- Maria Wiktoria
- Józefina
- Konstancja

## Sources
- Notices d'autorité :   - VIAF
  - ISNI
  - BnF (données)
  - IdRef
  - LCCN
  - GND
  - Pologne
  - NUKAT
  - WorldCat

- (en) Cet article est partiellement ou en totalité issu de l’article de Wikipédia en anglais intitulé « Michał Kazimierz "Rybeńko" Radziwiłł » (voir la liste des auteurs).